# Cameron Echols
Cameron Gabriel Echols (Chicago, Illinois; 22 de enero de 1981) es un exjugador de baloncesto profesional estadounidense. 

## Premios y honores
- All-MAC Mención Honorable: 2004[1]